# Coronipora
Coronipora es un género de foraminífero bentónico de la subfamilia Involutininae, de la familia Involutinidae, del suborden Involutinina y del orden Involutinida. Su especie tipo es Coronella austriaca. Su rango cronoestratigráfico abarca desde el Noriense hasta el Rhaetiense (Triásico superior).

## Clasificación
Coronipora incluye a las siguientes especies:
- Coronipora austriaca †
- Coronipora convergens †
- Coronipora deminuta †
- Coronipora gusici †
- Coronipora kristantollmannae †